# بويوندره (طوت)
بويوندره (بالتركية: Boyundere)‏ هي قرية تركمانيّة تتبع إداريّاً لمديرية طوت في محافظة أديامان التركية الواقعة في جنوب شرق الأناضول. وبلغ عدد سكانها 703 نسمة في عام 2021.